# Serkan Köse
Serkan Köse (født 4. oktober 1976 i Yeniceoba) er en svensk socialdemokratisk politiker af kurdisk oprindelse. Siden parlamentsvalget 2014 er Serkan Köse parlamentsmedlem af Riksdagen og formand for socialdemokraterne i Botkyrka kommune. Riksdagsvalget i Sverige 2018 blev Köse valgt til parlamentet for anden gang.
I 2011 var Serkan Köse socialdemokratisk formand for Arbejdsmarked– og Voksenuddannelsesudvalg i Botkyrka Kommune.
Köse arbejdede som pressesekretær i fagforbundet, Svenska kommunalarbetareförbundet (Kommunal), mellem 2005–2010. Kort tid derefter var han ansat som presseombudsmand i fagforbundet, Handelsanställdas förbund, et år (2010–2011).

## Baggrund
Serkan Köse er opvokset og har boet i Fittja, i det sydlige Stockholm, siden sin ankomst til Sverige. Sammen med sin mor og søskende kom Köse til Sverige 1986 som tiårig. Hans far var allerede kommet til Sverige et par år før. Köse blev opvokset i en fattig familie under dårlige forhold.
Udover svensk taler han også engelsk, kurdisk og tyrkisk.

## Uddannelse og arbejde
Köse færdiggjorde både grundskole og gymnasium, hvor han også studerede kurdisk. I gymnasiet studerede han samfundsvidenskabsprogrammet og blev uddannet i 1995. Har tidligere arbejdet som taxachauffør og i restaurant 1998–2003. Köse studerede 1999–2004 og uddannet af både statsvidenskab og økonomi fra Stockholms Universitet.

## Politisk karriere
Efter uddannelse og eksamen begyndte han sin politiske karriere i Sveriges socialdemokratiske kvindeforbund som pressesekretær mellem januar og november 2005. Siden 2004 har Serkan Köse deltaget aktivt i Socialdemokraterne. Han var været medlem af byrådet i Botkyrka kommune siden 2014. Tidligere sad han også i byrådet i Botkyrka kommune for perioden 2006-2010 og 2010-2014.
For første gang var Serkan Köse kandidat til parlamentsvalget 2010, hvor han ikke fik nok stemmer. Han var kandidat for anden gang til parlamentsvalget 2014 og modtog 1942 stemmer (1,06 %). Således lykkedes det ikke Serkan Köse at komme ind i parlamentet. En måned efter valget i Sverige 2014 i oktober, da regeringen blev dannet, og ministerposter blev tildelt til nogle af parlamentsmedlemmerne, var Köse højaktuel til at erstatte et parlamentarisk medlem, på grund af Serkan Köses topplacering i Stockholms valgkreds for Stockholm.
Den 3. oktober 2014 blev den nuværende finansminister Magdalena Andersson erstattet af Serkan Köse som parlamentsmedlem. Når hun blev udnævnt til finansminister.
Parlamentsvalget 2018 i Sverige, den 9. september 2018, blev Serkan Köse valgt til parlamentet for anden gang. På grund af sin topplacering lykkedes Köse at befæste sit plads i parlamentet og modtog 2007 stemmer (1,07%).